# Zane Phillips
Zane Phillips (* 25. November 1993 in Denver, Colorado) ist ein US-amerikanischer Schauspieler.

## Leben
Phillips wuchs in Denver auf und zog später nach Texas, wo er sich in lokalen Theatergruppen engagierte. Nachdem er 2015 den Abschluss im Bereich musical theatre der Elon University, North Carolina, erreicht hatte, trat er in mehreren Musicals auf, darunter Hair, Hairspray und Mamma Mia!.
Bekannt wurde Phillips durch eine wiederkehrende Rolle in der Serie Legacies. Er spielte außerdem die Hauptrolle in der Netflix-Comedy-Drama-Serie Glamorous, die im Juni 2023 ihre Premiere feierte und fünf Monate später abgesetzt wurde. Er spielte außerdem in den Filmen Fire Island, Madam Secretary und Narcolepsy.
Er ist homosexuell und hat seine Beziehung mit Froy Gutierrez bekannt gemacht.
Er lebt in New York.

## Filmografie (Auswahl)
- 2016: Madam Secretary (Fernsehserie, Gastauftritt, Episode: Sea Change)[2]
- 2021–2022: Legacies (Fernsehserie)[2]
- 2022: Partner Track (Fernsehserie)[1]
- 2022: Fire Island (Film)[7]
- 2023: Glamorous (Fernsehserie)[3]
- 2025: Mid-Century Modern (Fernsehserie, 2 Episoden)